# Бурдуков, Александр Александрович
Александр Александрович Бурдуков (31 августа 1880—1940) — участник революционного движения, большевик с 1905 года, номенклатурный работник (командующий войсками Московского военного округа, директор Большого театра, директор Сельскохозяйственной академии и т. д.).

## Биография
Родился в Серпуховском уезде Московской губернии, по происхождению из крестьян. Окончил Серпуховскую гимназию, после чего прослушал курс физики и математики в Московском университете, но государственные экзамены не сдавал. Работал частным учителем и по найму на железной дороге.
С 1903 года участвовал в революционном движении, был секретарём-организатором революционной группы в Серпухове. В 1903—1904 годах в Серпухове был под гласным надзором полиции. С 1905 года член РСДРП(б), принят серпуховской партийной организацией. Арестован, по непроверенным данным некоторый срок находился в заключении в Шлиссельбургской крепости. Сослан в Вологду. На партийной работе в Вологодской химической школе и в Хамовническом районе. В 1909 году из вологодской ссылки бежал за границу. В 1909—1911 годах жил Женеве (Швейцария). Вернулся в Россию для отбытия воинской повинности, которую в 1912—1913 годах отбывал под надзором полиции. После мобилизации в 1914 году вплоть до 1916 года служил в полку в Серпухове. В 1917 году в чине прапорщика воевал на Румынском фронте.
Во время Февральской революции председатель 134-го полка Румынского фронта (4-й и 6-й армии), член комитета 6-го корпуса; член комитета, затем секретарь партийной организации 6-й армии, Позднее один из организаторов и член от РСДРП(б) в Серпуховском совете рабочих депутатов, один из руководителей Серпуховской большевицкой организации. Прапорщик запаса. Начальник «малого» штаба во время Московского вооруженного восстания.
- После октября 1917 — комиссар штаба Московского военного округа, помощник командующего (Н. И. Муралова). Коммунисты Шерин и Романов в своём Докладе в Московский комитете РКП(б) сообщали, что Муралов, Аросев и Бурдуков с 7 по 15 августа 1918 года во время регистрации бывших офицеров в бывшем Алексеевском училище проявили «иногда прямо преступное отношение к делу». В частности: «Вмешивался в порядок освобождения также и тов. Бурдуков, хотя это его не касалось совершенно[7]. Он же давал пропуска на свидания с офицерами, хотя это должен был делать лишь комендант училища»[2].
- С июня 1919 по декабрь 1920 года — Командующий войсками Московского военного округа[8][9], член Комитета обороны Москвы[10]. 27 января 1920 года Ленин обращался к Бурдукову в связи с необходимостью организации разгрузки картофеля на Московском железнодорожном узле и очистки от снега московских улиц силами красноармейцев[11].
- Заведующий хозяйственной частью МОНО (апрель 1921)[12], зам. зав. отделом народного образования Московского совета.
- Член коллегии Наркомата социального обеспечения.
- С 1925 — работал в Госплане СССР, являлся председателем культ-секции Госплана[13].
- 1927—1928[14] — директор Большого театра, при нём заместителем директора по художественной части был В. А. Лосский[15][16]. Пришёл на смену Г. А. Колоскову, который возглавлял Большой театр в 1925—1926 годах, и подал заявление об уходе после конфликта с труппой театра[17].
- Ректор Высших торгово-банковских курсов.
- С декабря 1932 по 1936 — директор Тимирязевской Сельскохозяйственной академии[18].
- Редактор журнала «Вестник сельскохозяйственной литературы».

С 1930 года член Московского отделения Всесоюзного общества старых большевиков (членский билет № 820).
Якобы был репрессирован одновременно с Н. И. Мураловым.
Скончался в 1940 году, похоронен в Москве на Новодевичьем кладбище (4 участок, 28 ряд, 6 место).

## Семья
- Жена — Пелагея Митрофановна Крымова (1881—1941)[1][21]
  - Дочь — Юлия Александровна Корсакова, урождённая Бурдукова (13.04.1917—24.12.1998)[21][22][23]
  - Дочь — Наталья Александровна Должикова, урождённая Бурдукова (26.03.1914 −12.04.1995)[21][23]
  - Сын — Александр Александрович Бурдуков мл. (22.09.1920—1989)[1][24][23]

## Отзывы современников
Бурдуков, старый революционер, <…> его надо было куда-нибудь приткнуть — вот и назначили директором Большого театра. Когда возникали проблемы, он говорил: «Будем поступать по примеру Конвента Великой французской революции». — Игорь Моисеев 

С благодарностью вспоминаю директора Большого театра старого большевика Александра Александровича Бурдукова. Директору совсем не обязательно было стоять за кулисами во время спектакля и волноваться за актёров. А он стоял и волновался. Удивительный человек, заботливый руководитель, который понимал, что театр — это прежде всего актёры, нуждающиеся в доброжелательном внимании. — Иван Козловский 

<…> Его <Бурдукова> связи с Большим театром пригодились <в Тимирязевской академии>. Именно в 6-й «химичке» выступали все звезды Большого: И. Козловский, С. Лемешев, В. Барсова, М. Максакова, М. Рейзен и другие. Тимирязевцы имели постоянную ложу в Большом театре и студенты, как правило, отличники, бесплатно пересмотрели весь балетный и оперный репертуар первого театра страны. 

## Труды
- Бурдуков А. А. Начало революционного движения в г. Серпухове (1897—1909], Путь к Октябрю: Сб. воспоминаний, ст. и документов. Вып. 2/ Моск. ком. РКП (б), Комис. по истории Окт. рев. и РКП (Истпартотд.). — М.-Л.: 1923. [Моск. рабочий], Вып. 2. с. 239—247;
- 1905-й год в Серпухове. Сб. воспоминаний о рабочем движении в Серпух. уезде /Серпух. уезд. ком. РКП (б); Введ. И. Кокушкина. — Серпухов: Тип. изд — ва газ. «Набат», 1925. — 167 с., (один из авторов)